# Filialkirche Untereching

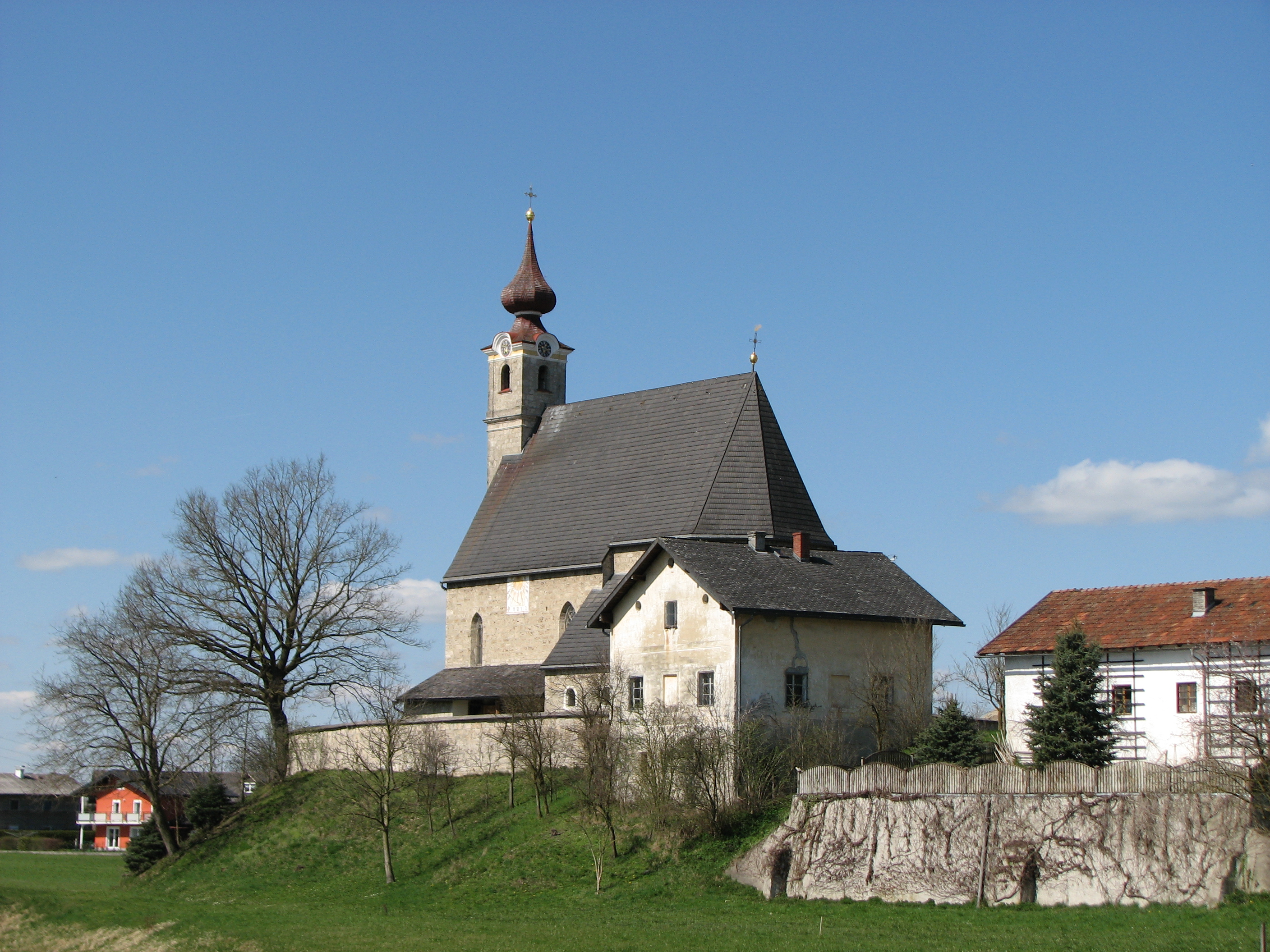
Filialkirche zum hl. Emmeram mit Mesnerhaus

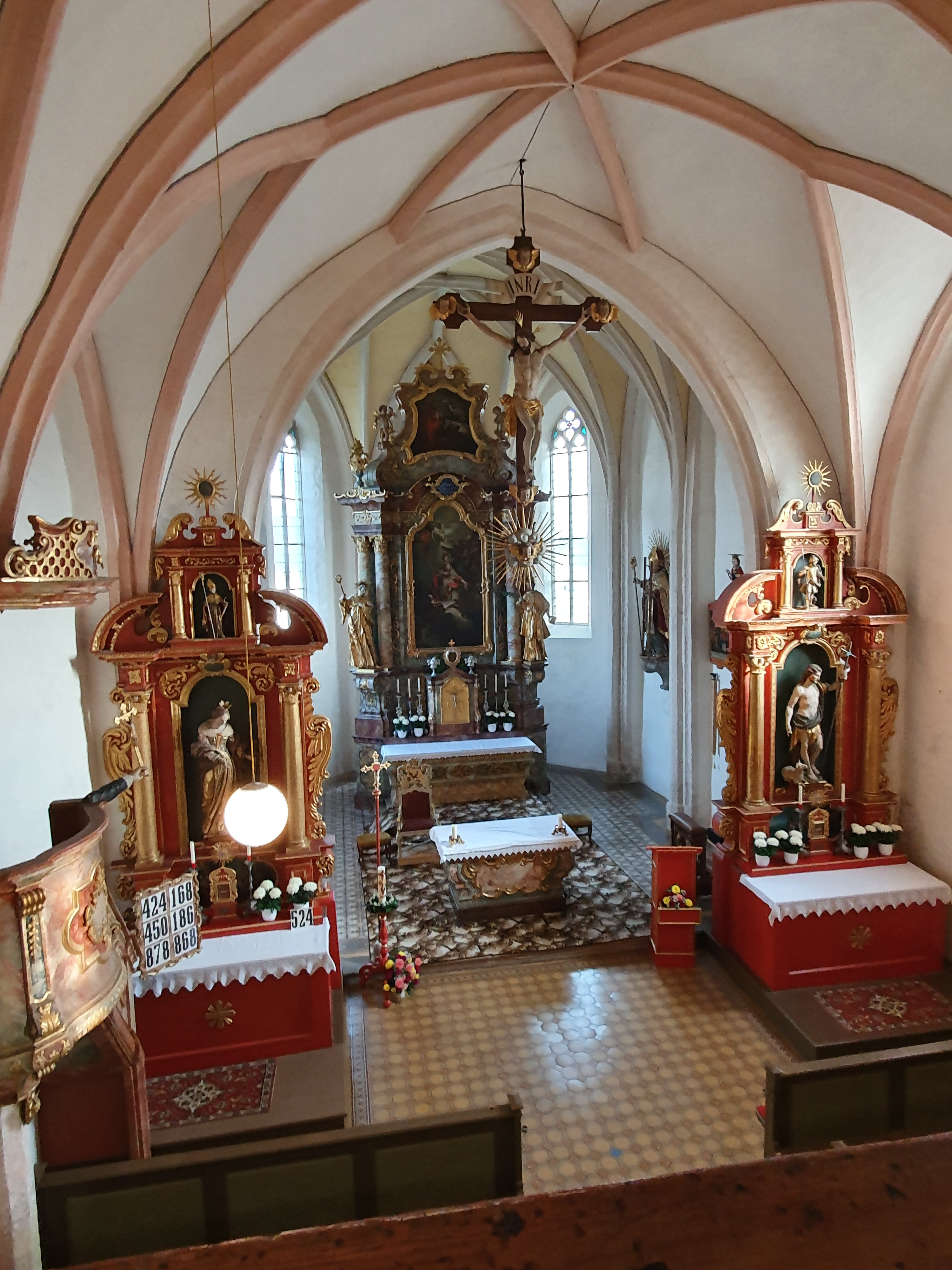
Langhaus

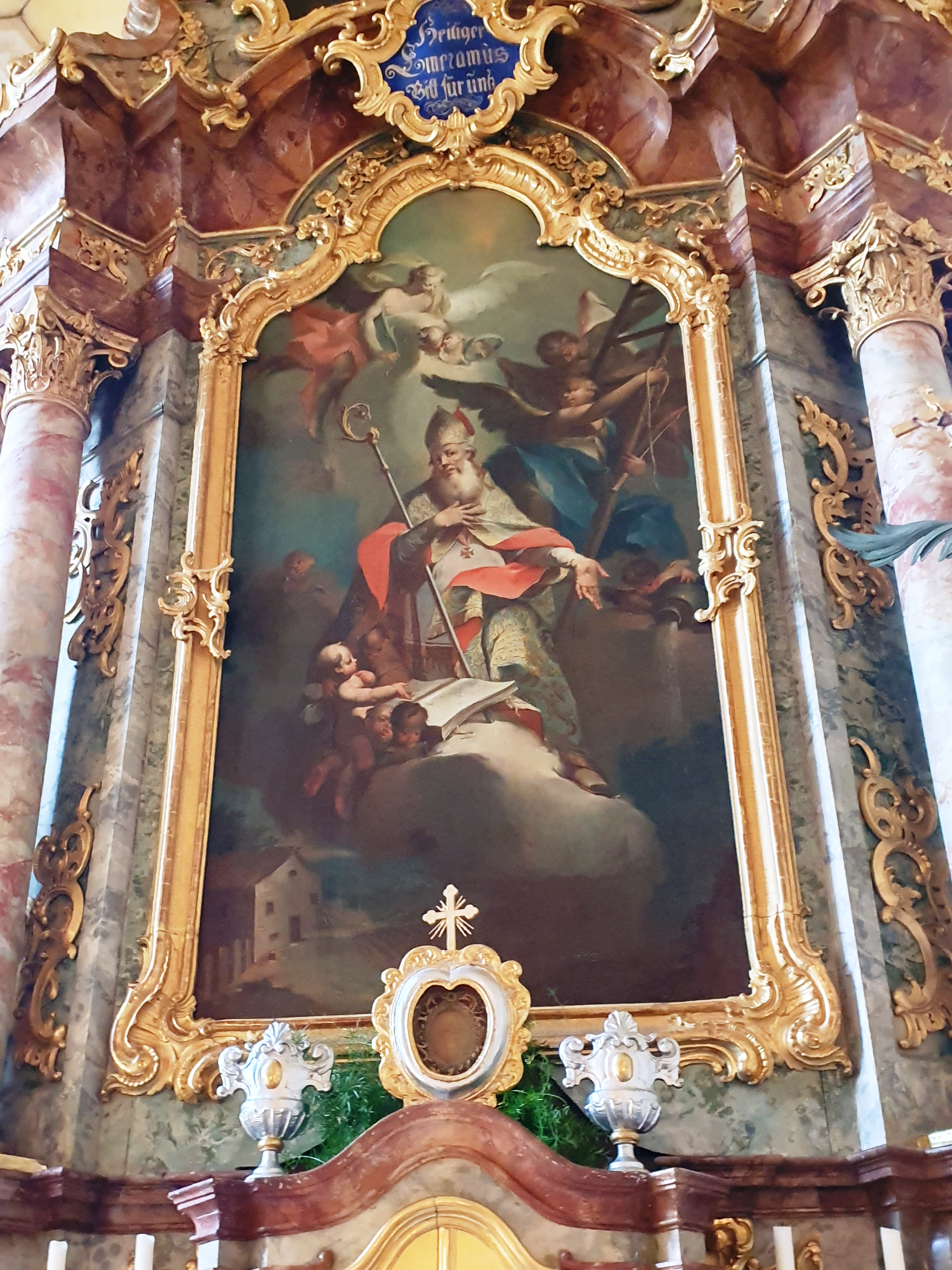
Hl. Emmeram, Altarblatt von Franz Xaver König 1774

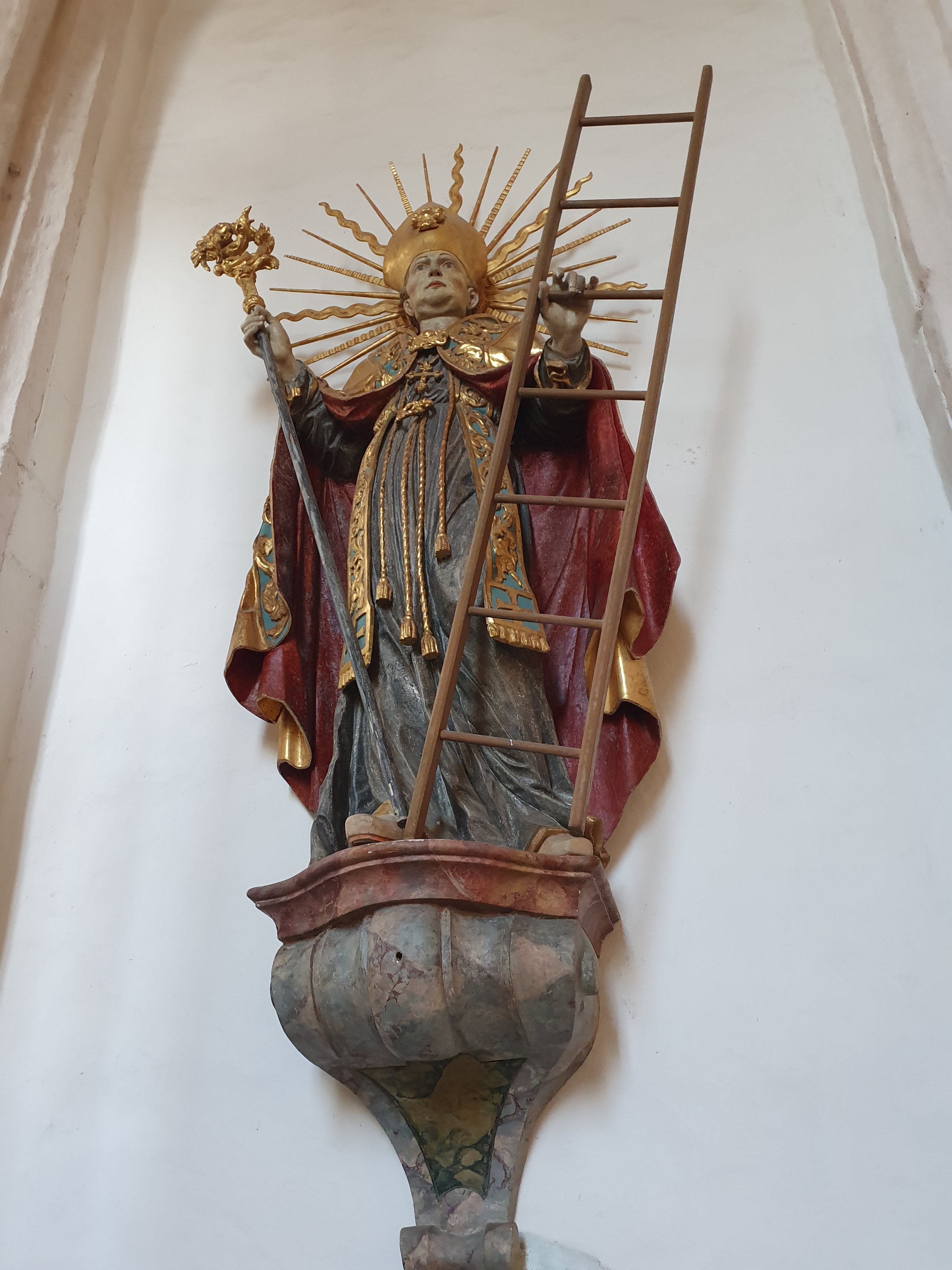
Hl. Emmeram (1676)

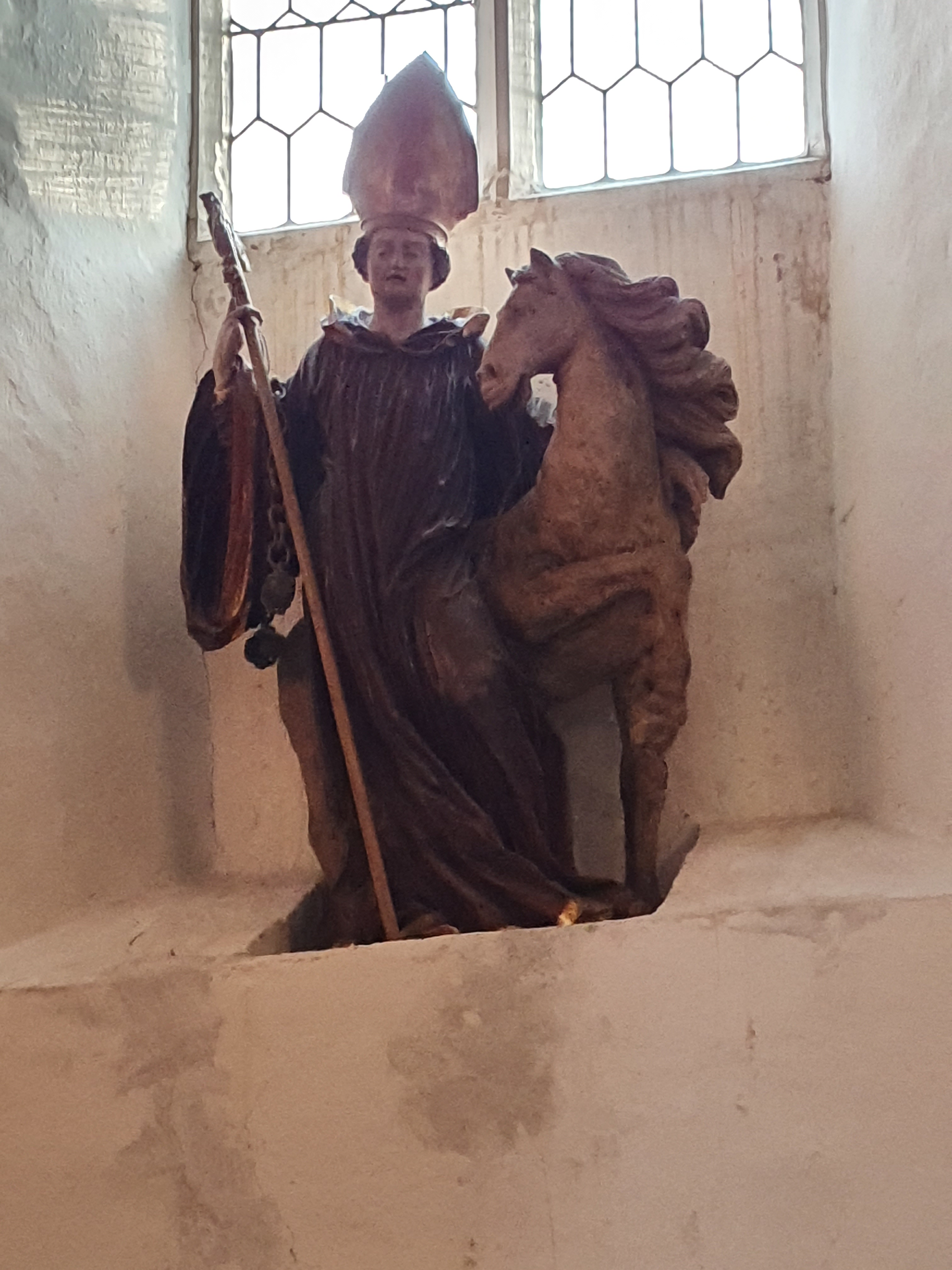
Hl. Leonhard (1676)

Die römisch-katholische Filialkirche Untereching liegt im gleichnamigen Ortsteil der Gemeinde Sankt Georgen bei Salzburg im Bezirk Salzburg-Umgebung des Landes Salzburg (Emeranweg 9). Sie ist die einzige Kirche der Erzdiözese Salzburg, die dem hl. Emmeram geweiht ist. Das Patrozinium wird am 22. September gefeiert.

## Geschichte
Die Kirche wurde am 4. Mai (= Florianitag) 1413 geweiht, vermutlich durch Silvester Pflieger, dem späteren Bischof von Chiemsee. 1443 erfolgte eine Messstiftung durch die Herren von Nopping zu Ehren des Hl. Haymeran, d. h. des Hl. Emmeran. 1473 wurde eine Frauenstiftung in Untereching errichtet. Die Herren von Almb stifteten hier 1485 eine Jahrtagsstiftung. 1676 wurden Bildnisse des Sankt Emmeram und des Sankt Leonhard für die Kirche erworben. 1682/83 schufen Tischler Ruep Lex, Bildhauer Wolfgang Weissenkirchner und die Fassmalerin Magdalena Rottmayr, die Mutter von Johann Michael Rottmayr, den barocken Hochaltar. 1694 wurde der Margarethenaltar durch Tischler Franz Lang aus Laufen an der Salzach, Maler Wolfgang Weissenkirchner und Fassmaler Martin Schaumberger geschaffen. Von 1695 stammt eine zehntafelige Bilderfolge über den Lebens- und Leidensweg des Hl. Emmeram. Eine neue Kanzel errichtete Georg Peischer 1750 als ausführender Künstler, auf ihrer geschwungenen Brüstung ist ein Arm mit einem Kruzifix angebracht. Im Zuge einer Neuausstattung der Kirche 1774 wurde der Hauptaltar in die Nebenkirche St. Koloman in der Lebenau verbracht. Der neue Altar stammt von dem Tischler Wolf Schauer, dem Bildhauer Georg Izfelder und den Malern Franz Xaver König und Josef Rieger.
Aufgrund der vorhandenen Votivbilder ist anzunehmen, dass die Kirche als Wallfahrtsziel diente. In der Kirche sollen einst Hühneropfer dargebracht worden sein. Hohe Drahtgitter hinter dem Altar dienten zur Aufnahme der lebenden Tiere.
Bis 1962 wurde am Osterdienstag ein sogenannter Osterritt mit Waschung und Weihe der Pferde durchgeführt. Wegen des Abkommens von Pferden als Arbeitstiere musste dieser Brauch eingestellt werden.
1977 wurde die Augenbründlkapelle am Fuße des westlichen Abhanges zur Kirche abgerissen, das Wasser soll gegen Augenleiden geholfen haben (in einer Sage wird berichtet, dass die Quelle versiegt ist, als der Mesner versucht hat, das Wasser für Geld zu verkaufen).

## Wallfahrt

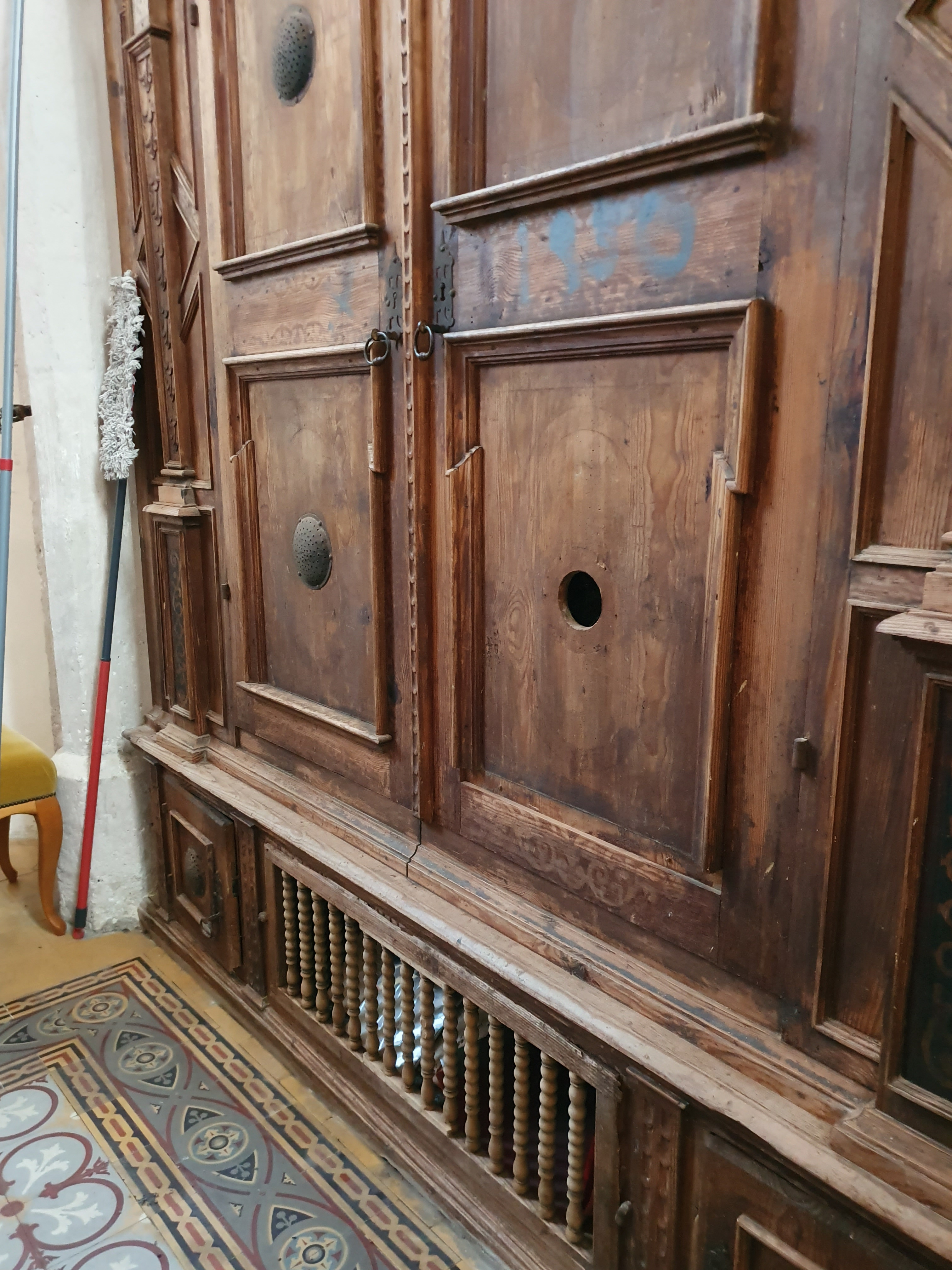
Hühnersteige, um 1620

Wallfahrtszuzug dürfte nur lokal gewesen sein. Wallfahrtsmotive waren Fraisen und Epilepsie, Augenübel, Gesundheit der Haus- und Nutztiere, besonders der Pferde, und Schutz vor Wasser- und Wetterschäden. Lebendopfer (schwarze Hühner) wurden hinter dem Hochaltar in einer Steige untergebracht, um während der Messe um den Altar getragen zu werden.

### Legende vom Augenbründl
Das ansehnliche Vermögen, das die Kirche einst hatte, leitet die Legende von einer wundertätigen Heilquelle her, die hinter dem Hochaltar sprudelte. Ein eigennütziger Mesner hätte sie als Erwerbsquelle für sich missbraucht, weshalb sie fast versiegte und nur mehr schwach und ohne Heilkraft am Schachen an der Kirchhofmauer ausfließt.

### Kultgegenstände
Statue des hl. Emmeram als Bischof (1676), Statue des hl. Leonhard (1676), dargestellt als Abt mit Bischofsmütze, mit Stab und Kette in der Rechten, die Linke hat er auf einen Schimmel gelegt. Statue der hl. Margareta mit dem Wurm, die von den Gläubigen als Fürsprecherin gegen Schädlinge in der Landwirtschaft und der Gebärenden angerufen wurde. Statue und ein Bild des hl. Nepomuk, ein Schutzheiliger für die Gefährdungen durch das Wasser. An die hl. Apollonia erinnern drei Bilder.
Außerdem besaß die Kirche ein Quellheiligtum, das Wasser des Brunnens half bei Augenleiden und sollte vor einer Erblindung schützen.

### Votive
Votive waren u. a. lebende Tiere, nämlich schwarze Hühner, die hinter dem Hochaltar in eine Steige gesperrt wurden. 1958 waren noch über 12 Votivbilder erhalten, z. B. aus den Jahren 1660, 1679, 1692, 1696, 1800 etc.

## Baugeschichte
Diese spätgotische Pfeilerkirche ist aus unverputzten Konglomeratquadern erbaut. An der Westseite ist der Turm zur Hälfte eingebaut. Dieser besitzt ein abgesetztes barockes Glockengeschoß mit vier rundbogigen Schallfenstern. Der Schindelzwiebelhelm mit dem Turmkreuz stammt aus dem Jahr 1655. An der Südwand befindet sich ein Anbau mit einer Lourdeskapelle aus der Wende vom 19. zum 20. Jahrhundert. Eine mit einem originalen Sakristeischrank, einem Lavabo und einem Kleiderrechen ausgestattete Sakristei an der Südseite des Chores wurde nachträglich angebaut. Über dem Ostfenster der Sakristei ist eine 1664 von Karl Castenauer aus Tittmoning gemalte Sonnenuhr angebracht, die 1912 erneuert wurde. Langhaus, Chor und Turm sind von einem umlaufenden gotischen Sockel mit profiliertem Gesimse umgeben. Die alten Glocken wurden im Februar 1942 für Kriegszwecke abgenommen und eingeschmolzen. Am 2. Juli 1961 wurden vier neue Glocken geweiht.
Der Kirchenbau ist typisch für die Spätgotik. Das einschiffige Langhaus besitzt ein Sterngewölbe, der Chor ein Netzrippengewölbe. Die Innenausstattung stammt aus der Zeit des Barock. Die mit starken Eisenbeschlägen versehene Kirchentür des Südportales wurde für die Ausstellung Spätgotik in Salzburg an das Museum Carolino Augusteum ausgeliehen.
1656 wurde das Mesnerhaus errichtet. Dort werden zwei alte Vortragsfahnen aufbewahrt, mit denen einst die Wallfahrer empfangen wurden. Die eine zeigt das Bild des Hl. Leonhard, die andere das des Hl. Emmeram.
1822 erhielt die Kirche ein Pultdach mit Schindeldeckung; dieses wird in seiner östlichen Verlängerung von acht Marmorsäulen gestützt. 1968 wurde die Kirche durch einen Brand in Mitleidenschaft gezogen. In der Folge wurde das Kirchendach neu geschalt und mit Eternit eingedeckt; an Stelle des ehemaligen Wetterhahns wurde über dem Chor ein neuer angebracht.
Im Zuge der Renovierung 1970 gingen wertvolle Bild- und Statuenbestände verloren (die Kreuzwegtafeln im Nazarenerstil wurden an eine Gemeinde in Natal abgegeben, die Statue der Hl. Apollonia verschwand). Eine weitere Renovierung erfolgte 2004/5.
Die Statuen des Hl. Emmeram (von 1676) und des Hl. Leonhard (mit einem Pferd), die einst den Hauptaltar geziert hatten, sind jetzt an der Seitenwand angebracht. Im linken Seitenaltar befindet sich die Statue der Hl. Margareta. Weiter findet sich eine Statue und ein Bild des Hl. Nepomuk, ein Schutzheiliger für die Gefährdungen durch das Wasser. An die Hl. Apollonia erinnern drei Ölbilder, ihre Statue ist 2004 vermutlich entwendet worden. Auf den Seitenaltären findet man Figuren des Hl. Erasmus, des Hl. Florian und Hl. Johannes Bap. Eine tragbare und in Seidengewänder bekleidete Hl. Madonna mit dem Kinde aus dem 18. Jahrhundert verweist auf einen barocken Prozessionsbrauch.
Das vom Triumphbogen herabhängende große Kruzifix mit fünf Cherubsköpfen an den Balkenenden stammt aus dem Ende des 17. Jahrhunderts.

## Orgel

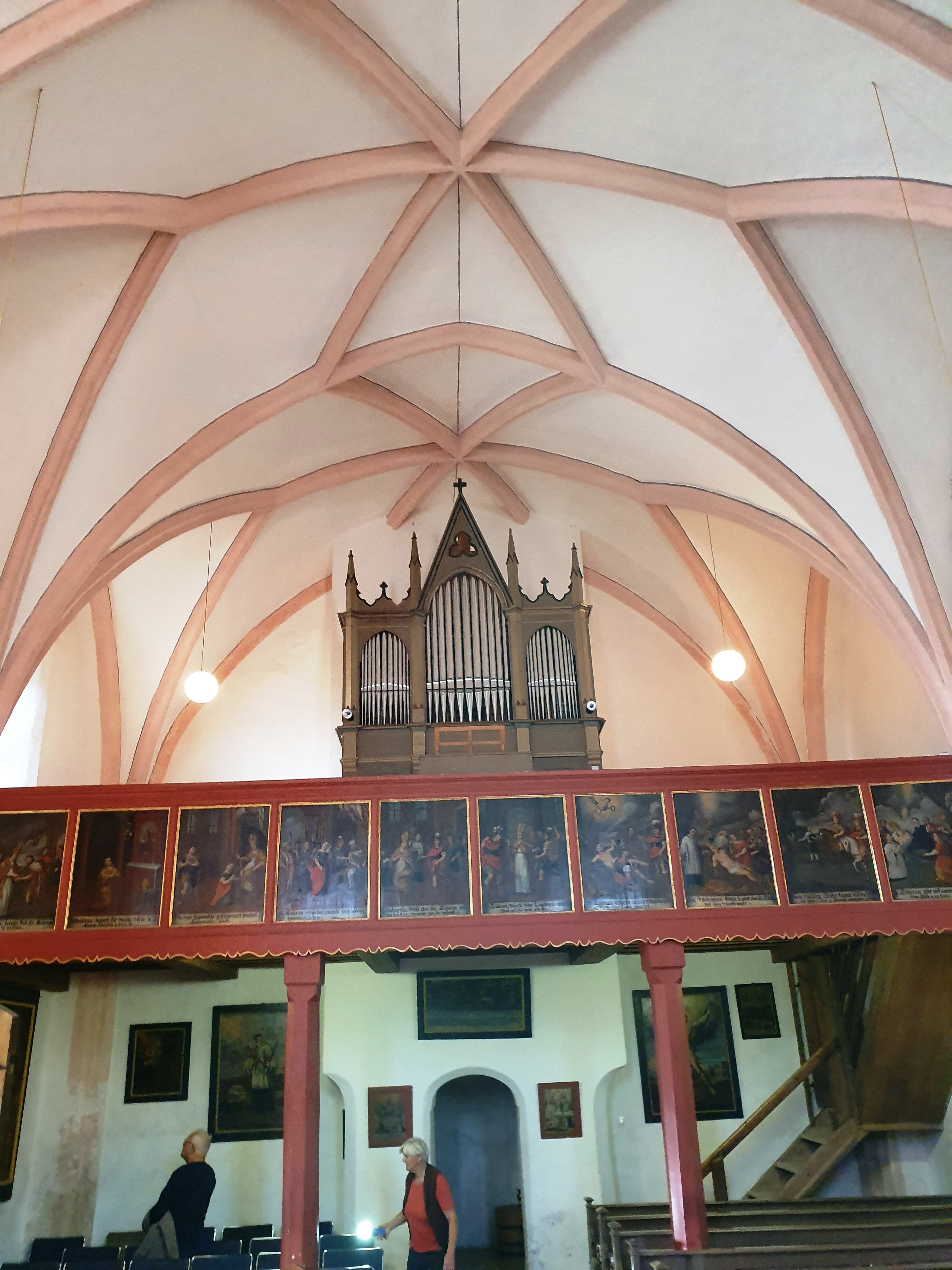
Johann N. C. Mauracher-Orgel von 1877

Die Orgel wurde 1877 von Johann Nepomuk Carl Mauracher geschaffen, die Orgelweihe fand am Sonntag, den 6. Jänner 1878 statt. 14 Tage davor, am 23. Dezember, war sie von Alois Kainzner, Lehrer und Organist zu St. Pantaleon, kollaudiert worden.
Disposition
| Manual (54 Tasten C–f3) |    |
| Principal               | 8' |
| Gedact                  | 8' |
| Flöte                   | 4' |
| Octav                   | 4' |

| Pedal (18 Tasten C–f) |     |
| Subbass               | 16' |
| Dauerkoppel           |     |